# Le Fel
 Le Fel   es una población y comuna francesa, situada en la región de Mediodía-Pirineos, departamento de Aveyron, en el distrito de Rodez y cantón de Entraygues-sur-Truyère.

## Demografía
| 337 | 315 | 295 | 219 | 186 | 146 |
| Para los censos de 1962 a 1999 la población legal corresponde a la población sin duplicidades (Fuente: INSEE [Consultar]) |     |     |     |     |     |